# Hauteville (Pas-de-Calais)
Hauteville é uma comuna francesa na região administrativa de Altos da França, no departamento de Pas-de-Calais. Estende-se por uma área de 4,06 km². Em 2010 a comuna tinha 322 habitantes (densidade: 79,3 hab./km²).